# Frigidaire (rivista)
Frigidaire è una rivista culturale italiana di fumetti, rubriche, inchieste giornalistiche, musica e altro. 
La serie "storica", pubblicata dal 1980 al 2008 dalla Primo Carnera Editore con contenuti estremamente innovativi di autori italiani e stranieri come Andrea Pazienza, Tanino Liberatore e Massimo Mattioli, vide l'esordio di famosi personaggi dei fumetti come Zanardi o Ranxerox che la resero un fenomeno di culto.

## Storia editoriale

### Il contesto e le origini di Frigidaire

La redazione di Frigidaire al completo, febbraio 1982. Da sinistra in alto: Tanino Liberatore, Vincenzo Sparagna, Filippo Scozzari e Massimo Mattioli; in basso: Stefano Tamburini e Andrea Pazienza.

Nel 1977 Stefano Tamburini aveva fondato la rivista Cannibale, distribuita da Il Male per 6 numeri in due anni, fino a quando le perdite economiche non divennero eccessive e Cannibale chiuse nel 1979. In seguito a questa esperienza, Vincenzo Sparagna, che faceva parte della direzione de Il Male, assieme a Tamburini e Filippo Scòzzari, decisero di fondare una nuova rivista che ne prendesse le eredità.

### 1980: La nascita di Frigidaire e gli anni ottanta
Frigidaire esordì a novembre 1980 dopo oltre un anno di cooperazione tra Sparagna, Tamburini e Filippo Scozzari, ponendosi fin dall'inizio come rivista che travalicasse le logiche dell'informazione settoriale, accostando fumetto e giornalismo d'assalto, in un progetto comunicativo che trattasse anche di arte, satira, musica, politica, letteratura e filosofia. Il tentativo dichiarato era quello di "un racconto fenomenologico del mondo, per uscire dall'universo delle ideologie che negli anni Settanta avevano avvelenato anche l'analisi". Nel gruppo che partecipò alla fondazione della rivista vi furono poi Franz Ecke, Aldo Di Domenico, Silvio Cadelo, José Muñoz e il francese Marc Caro.
La rivista fu presentata al festival Lucca Comics nel 1980 in una conferenza che subito destò polemiche per la performance di Pazienza che, citando una propria vignetta presente nel primo numero, esibì una siringa e mimò un'iniezione di eroina. Il gesto fu poi paragonato da Sparagna, nel suo "Frigidaire. L'incredibile storia e le sorprendenti avventure della più rivoluzionaria rivista d'arte del mondo" al gesto di sfida in cui Sid Vicious spara sui propri fans. Il primo numero uscì in edicola il 28 ottobre 1980, era composto da 84 pagine in formato magazine e la copertina era dedicata ai Devo. Nella redazione - diretta da Sparagna - vi erano poi Tanino Liberatore, Massimo Mattioli, Andrea Pazienza, Filippo Scozzari, Stefano Tamburini e, tra i collaboratori, comparivano anche Mario Schifano e Oreste Del Buono.
Nei primi anni ottanta la rivista Frigidaire, con la collaborazione del giornalista lituano Savik Schuster, realizzò e diffuse in Afghanistan e nell’est europeo una falsa Stella Rossa (il quotidiano dell'Armata Rossa), con la copertina di Gaetano Liberatore che raffigurava un soldato russo che spezza un kalashnikov sotto il titolo “Basta con la guerra! Tutti a casa!”. Copie del falso furono affisse nottetempo, con l’aiuto dei mujaheddin di Abdul Haq, anche per le vie di Kabul, allora occupata dai sovietici.
Vennero editi in totale 146 numeri divisi in due serie, con sospensioni provvisorie negli anni 1996, 1997, 1999, 2000, 2004 e 2005. La prima serie venne edita fino a ottobre 1995 per 132 numeri anche se, dato che a volte la numerazione era doppia, sull'ultimo compare il n. 177/178; la seconda riprese nell'aprile 1998, proseguendo la numerazione della prima, e venne edita per 14 numeri fino a dicembre 2008, arrivando al n. 213. Di questi, ben 5 erano dedicati alla presentazione del nuovo progetto di Vincenzo Sparagna, che nel 2005 si era trasferito in Umbria ed aveva fondato la micronazione chiamata Repubblica di Frigolandia nel comune di Giano dell'Umbria.

### 2009: Il nuovo Frigidaire
Da aprile 2009 ad aprile 2010 venne edita una nuova edizione della rivista definita "popolare d'élite" e pubblicata una volta al mese all'interno del quotidiano Liberazione pur mantenendo un'autonomia editoriale, politica, artistica. Da giugno 2010 "Frigidaire - mensile popolare d'élite" venne edito nuovamente autonomamente in formato tabloid a colori; la redazione ha sede nella cosiddetta Repubblica di Frigolandia a Giano dell'Umbria, ed è diretta da Sparagna.

## Autori pubblicati
Alcuni dei moltissimi autori (non solo) di fumetti che pubblicarono, e spesso esordirono su Frigidaire furono Filippo Scòzzari, Silvio Cadelo, Marcello Jori, Giorgio Carpinteri, Aldo Di Domenico, Ugo Delucchi, Aldo Ricci (scrittore), Pablo Echaurren, Francesca Ghermandi, Claudio Cicarè, Paola Ghirotti (fotografa), Massimo Giacon,
Antonio Carmelo Erotico (fotografo), Nicola Corona, Roberto Grassilli, Lorenzo Mattotti, Rupert Menotti, Giuseppe Palumbo, Marcello Albano, Massimo Semerano, Alberto Rapisarda, Stefano Ricci, Giorgio Turino, Andrea Renzini, Mauro Nobilini, Carlo Pasquini (scrittore), Mario Pischedda (fotografo), Igort, Sebastiano Vilella, Massimo Iosa Ghini, Antonio Contiero, Maurizio Ercole, Massimo Perissinotto, Silvano Brugnerotto, Frago Comics, Fabrizio Fabbri, Giorgio Franzaroli, Maila Navarra, Giuseppe Teobaldelli, Otto Gabos, Ivan Manuppelli (Hurricane), Marino Ramingo Giusti (scrittore), Corrado Costa (poeta, scrittore) Saverio Montella, Mirko Andreoli, Joe Trozky, Gianfranco "Collirio" Vanni, Francesco Terenzio, Stickyboy, Adriano de Vincentiis e molti altri.
Una breve ed intensa storia sperimentale, Socrate's Countdown, fu firmata da Magnus, mentre collaborarono più o meno regolarmente in coppia i celebri José Muñoz e Carlos Sampayo.